# Batalha de Großbeeren

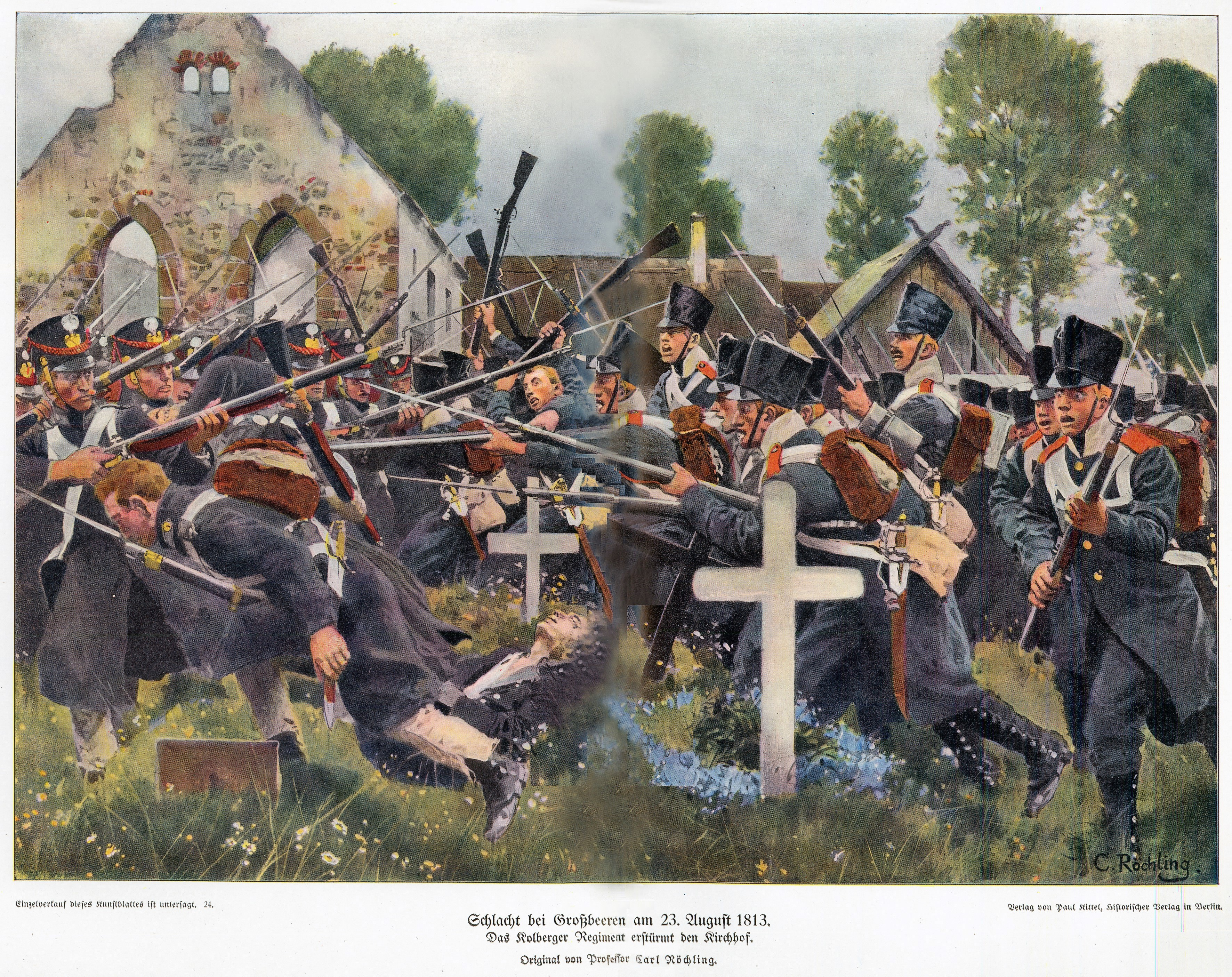
A chuva impossibilitou o disparo de armas pequenas, então a infantaria saxã (à esquerda) usou baionetas para defender um adro contra uma investida prussiana

A Batalha de Großbeeren ocorreu em 23 de agosto de 1813 nas vizinhas Blankenfelde e Sputendorf entre o III Corpo de exército da Prússia sob Friedrich von Bülow e o VII Corpo de exército franco-saxão sob Jean Reynier. Napoleão esperava expulsar os prussianos da Sexta Coalizão capturando sua capital, mas os pântanos ao sul de Berlim combinados com a chuva e os problemas de saúde do marechal Nicolas Oudinot contribuíram para a derrota francesa.

## Batalha
Berlim foi defendida pelo Exército do Norte, comandado pelo príncipe herdeiro Carlos XIV João da Suécia, ex-marechal francês Bernadotte. Quando o corpo de Reynier alcançou Großbeeren, ele encontrou o grosso do exército do príncipe Charles preparado para a batalha. Agindo sem ordens ou apoio, ele atacou o corpo de Friedrich von Bülow, que acabara de ser reforçado pelos suecos para 38 000 homens, e foi repelido com pesadas baixas. Oudinot, incapaz de concentrar seu exército, chegou no final do dia no momento em que os saxões de Reynier começaram a vacilar depois que o general falhou em reuni-los para outro ataque. O Corpo de Von Bülow sofreu baixas leves, lutou extremamente bem e fez uma petição para iniciar uma perseguição imediata aos franceses desorganizados, mas foi contido por Carlos João.